# Arcadi d'Antioquia
Arcadi d'Antioquia, en llatí Arcadius, en grac antic  Ἀρκάδιος, fou un escriptor i gramàtic grec d'Antioquia de l'Orontes posterior a l'any 200.
Va escriure alguns llibres de tractats d'ortografia i sintaxi que Suides menciona amb els noms Περὶ ὀρθογραφίας, Περὶ συντάξεως τῶν τοῦ λόγου μερῶν, i un Onomasticon (vocabulari) Ὀνομαστικόν, descrit com una meravellosa producció. Un llibre d'Arcadi sobre els accents (Περὶ τόνων) s'ha conservat.
Un epítom de la gran obra d'Herodià en vint llibres sobre prosòdia general, atribuït erròniament a Arcadi, és probablement l'obra de Teodosi d'Alexandria o d'un gramàtic anomenat Aristòdem. Aquest epítom només inclou 19 dels llibres originals, l'últim va ser obra d'un falsificador del segle xvi i encara que organitzat sense cura, és valuós, ja que conserva l'ordre de l'original i, per tant, ofereix una base fiable per a la seva reconstrucció.